# Karl-Heinrich-Bauer-Medaille
Die Karl-Heinrich-Bauer-Medaille war eine Auszeichnung, die zwischen 1994 und 2018 von der Deutschen Krebsgesellschaft für besondere Verdienste in der Krebsforschung verliehen wurde. Benannt ist sie zu Ehren des Heidelberger Professors und Wegbereiters der Onkologie Karl Heinrich Bauer (1890–1978).

## Preisträger
- 1994 Heinrich Maass
- 1995 Max Eder und Robert Fischer
- 1996 Paul Hermanek
- 1997 Kurt Winkler
- 1998 Michael Wannenmacher
- 1999 keine Vergabe
- 2000 Dieter Kurt Hossfeld
- 2001 Peter Langen
- 2002 Carl G. Schmidt
- 2003 keine Vergabe
- 2004 Christian Herfarth
- 2008 Rita Engenhart-Cabillic
- 2009 Ulrich R. Kleeberg
- 2010 Ferdinand Hofstädter
- 2011 Peter Propping
- 2012 Walter Jonat, Manfred Kaufmann
- 2013 Rolf Sauer
- 2014 Dietrich W. Beelen[1]
- 2015 Wolfgang Tilgen[2]
- 2016 Michael Bamberg[3]
- 2017 Christian Wittekind[4]
- 2018 Rolf Kreienberg[5]